# Die fünfte Kolonne (Fernsehserie)
Die fünfte Kolonne war eine deutsche Fernsehserie des ZDF, von der 23 Folgen in unregelmäßigen Abständen vom 6. Juni 1963 bis 11. Oktober 1968 ausgestrahlt wurden.
Unter Bezugnahme auf den Begriff Fünfte Kolonne war sie die erste Spionageserie des deutschen Fernsehens. Vor dem Hintergrund des Kalten Krieges hatte sie neben der Unterhaltung einen durchaus politischen Gehalt – was einigermaßen ungewöhnlich für eine Fernsehserie war –, denn ihr Thema waren Aktivitäten östlicher Geheimdienste auf dem Boden der Bundesrepublik Deutschland. Stets behielten die westliche Gegenspionage bzw. Polizei und Militär die Oberhand. Teilweise handelte es sich bei den östlichen Agenten bzw. Agentinnen um Personen, die ihrerseits unter Zwang handelten, z. B. weil Angehörige verhaftet worden waren; in diesen Fällen wurde betont, wie die westlichen Stellen möglichst Verständnis für diese Zwangslage aufbrachten und zu helfen versuchten. 
Jede der Episoden war in sich abgeschlossen; es gab keine konstanten Hauptdarsteller.
Grundlage für alle Folgen waren reale Fälle, die für das Spielfilmformat nur leicht bearbeitet und verändert wurden. So wird etwa in Folge 15 („Mord auf Befehl“) die Ermordung des ukrainischen Exilpolitikers Stepan Bandera durch den KGB-Agenten Bogdan Staschinski thematisiert.
Die Filme wurden zu einem großen Teil in und um München gedreht, wo sie – wenn nicht anders angegeben – auch spielen. Produzent sämtlicher Folgen war Helmut Ringelmann.

## Folgen
| Folge | Titel                         | Hauptdarsteller | Autoren                        | Regie            | Erstausstrahlung   | Besonderheiten                                                                          |
| ----- | ----------------------------- | --- | ------------------------------ | ---------------- | ------------------ | --------------------------------------------------------------------------------------- |
| 1     | Es führt kein Weg zurück      | Günther Schramm, Reinhard Glemnitz, Barbara Schmidt, Wolfgang Schwarz,                                                    | Herbert Reinecker              | Jürgen Goslar    | 6. Juni 1963       | spielt in Köln                                                                          |
| 2     | Das gelbe Paket               | Hellmut Lange, Herta Fahrenkrog, Wolfgang Preiss, Harry Meyen, Margit Saad                                                | Herbert Reinecker              | Jürgen Goslar    | 18. Juni 1963      | spielt in München                                                                       |
| 3     | Null Uhr Hauptbahnhof         | Eva Ingeborg Scholz, Horst Niendorf, Lukas Ammann, Peter Neusser                                                          | Alex Berg                      | Wolfgang Becker  | 26. September 1963 | spielt komplett im Hauptbahnhof von München (des Jahres 1963) und läuft in Echtzeit ab  |
| 4     | Schattenspiel                 | Eva Pflug, Axel von Ambesser, Benno Sterzenbach, Franz Schafheitlin, Thomas Reiner                                        | Maria Matray, Answald Krüger   | Jürgen Goslar    | 27. Februar 1964   |                                                                                         |
| 5     | Zwei Pistolen                 | Joachim Fuchsberger, Hartmut Reck, Maria Perschy, Lukas Ammann, Gernot Duda                                               | Alex Berg                      | Jürgen Goslar    | 16. Juli 1964      | spielt überwiegend in Köln                                                              |
| 6     | Eine Puppe für Klein-Helga    | Hanns Lothar, Astrid Frank, Sigfrit Steiner, Horst Naumann                                                                | Stefan Gommermann              | Jürgen Goslar    | 24. September 1964 |                                                                                         |
| 7     | Treffpunkt Wien               | Hans Söhnker, Katinka Hoffmann, Carl Lange, Reinhard Glemnitz, Heinz Weiss, Karl Georg Saebisch                           | Erich Ebermeyer                | Jürgen Goslar    | 22. Oktober 1964   |                                                                                         |
| 8     | Der Gast                      | Heinz Engelmann, Maria Körber, Sascha Hehn, Horst Niendorf, Günther Schramm                                               | Maria Matray, Answald Krüger   | Wolfgang Becker  | 17. Dezember 1964  | spielt in Frankfurt am Main                                                             |
| 9     | Tivoli                        | Inge Meysel, Monika Peitsch, Gerhard Riedmann, Wilmut Borell                                                              | Alex Berg                      | Theodor Grädler  | 26. Januar 1965    |                                                                                         |
| 10    | Zwielicht                     | Dagmar Altrichter, Hellmut Lange, Carl Lange, Ulrich Beiger, Wilfried van Aacken                                          | Maria Matray, Answald Krüger   | Jürgen Goslar    | 16. März 1965      | Ausflug erfolgt in einem Chevrolet Corvair Monza Coupé.                                 |
| 11    | Libelle, bitte kommen         | Günther Neutze, Bert Fortell, Werner Bruhns, Benno Hoffmann, Eva Ingeborg Scholz, Heinz Engelmann                         | Stefan Gommermann              | Jürgen Goslar    | 1. Juni 1965       | Mit kurzem Auftritt von Jürgen Goslar.                                                  |
| 12    | Blumen für Zimmer 19          | Klausjürgen Wussow, Thomas Braut, Karl John, Werner Bruhns, Reinhard Kolldehoff                                           | Hans Maeter, Helmuth Ashley    | Helmuth Ashley   | 3. August 1965     | spielt in Hamburg, Auftritt der jungen Hannelore Elsner                                 |
| 13    | Ein Mann namens Pavlow        | Andrea Dahmen, Herbert Fleischmann, Dieter Kirchlechner, Karl Georg Saebisch, Carl Lange                                  | Gerd Oelschlegel               | Rudolf Jugert    | 31. August 1965    |                                                                                         |
| 14    | Besuch von drüben             | Paul Dahlke, Fritz Wepper, Erik Ode, Reinhard Glemnitz                                                                    | Gerd Oelschlegel               | Helmuth Ashley   | 2. November 1965   | Fritz Wepper als junger Rekrut.                                                         |
| 15    | Mord auf Befehl               | Josef Fröhlich, Emely Reuer, Hans Schellbach, Siegfried Wischnewski                                                       | Alex Berg                      | Rudolf Jugert    | 21. Januar 1966    | thematisiert die Ermordung von Stepan Bandera durch Bogdan Staschinski                  |
| 16    | Die ägyptische Katze          | Thomas Braut, Erik Ode, Werner Bruhns, Xenia Pörtner, Horst Naumann                                                       | Bruno Hampel                   | Helmuth Ashley   | 25. März 1966      | spielt in Kiel                                                                          |
| 17    | Das verräterische Licht       | Ingrid Andree, Ullrich Haupt, Gerd Baltus, Joachim Rake, Walo Lüönd                                                       | Hans Maeter, Helmuth Ashley    | Helmuth Ashley   | 29. April 1966     |                                                                                         |
| 18    | Ein Auftrag für...            | Klausjürgen Wussow, Grit Böttcher, Thomas Braut                                                                           | Walter Rathgeber, Rose Steiner | Wolfgang Becker  | 20. Mai 1966       | spielt in Berlin und in der Umgebung von Hof                                            |
| 19    | Stahlschrank SG III           | Hannes Messemer, Reinhard Glemnitz, Walter Wilz, Bettina Schön, Lieselotte Quilling, Alexander von Rosen, Walter Reichelt | Jan Tilman Kiwe                | Rudolf Jugert    | 15. Juli 1966      | spielt in Bonn während des Karnevals                                                    |
| 20    | Der Fall Schurzheim           | Gerd Baltus, Peter Arens, Monika Berg, Almut Eggert                                                                       | Hans Wiese                     | Wolfgang Becker  | 23. Juni 1967      | spielt in Köln und Bonn                                                                 |
| 21    | Ein Anruf aus der Zone        | Joachim Hansen, Katinka Hoffmann, Wolfgang Völz, Werner Kreindl, Dieter Eppler                                            | Fritz Böttger                  | Helmuth Ashley   | 15. Dezember 1967  | spielt in Kiel, interessanter Einblick in die damaligen Verfolgungsmethoden der Polizei |
| 22    | Sonnenblumenweg 7             | Siegfried Wischnewski, Siegurd Fitzek, Ernst von Klipstein, Georg Hartmann, Kurd Pieritz, Herbert Tiede                   | Rolf und Alexandra Becker      | Erich Neureuther | 19. Mai 1968       | spielt in Augsburg                                                                      |
| 23    | Eine Million auf Nummernkonto | Carl Lange, Almut Eggert, Peter Oehme, Gerhard Just, Heinz Weiss, Ulrich Matschoss, Gert Günther Hoffmann                 | Alexander May                  | Erich Neureuther | 11. Oktober 1968   |                                                                                         |

## Kritik
Martin Compart befand in seinem im Oktober 2000 erschienenen Buch Crime TV. Lexikon der Krimiserien: „Mit James Bond hatte diese die Ideologie des Kalten Krieges propagierende Reihe natürlich gar nichts gemein, ist aber dennoch ein hochinteressantes Stück Zeit(geist)geschichte.“

## DVD-Veröffentlichung
Alle 23 Folgen der „Fünften Kolonne“ wurden 2009 in der Reihe „Straßenfeger“ auf DVD veröffentlicht. Box 13 enthält die Folgen 1–12, Box 14 die Folgen 13–23. Als Bonus enthält Box 13 ein eigens für die Straßenfeger-Collection geführtes ca. 75-minütiges Interview mit Jürgen Goslar, der bei acht Folgen Regie führte. Box 14 ist die 45-minütige ARD-Dokumentation „Das Spinnennetz – Stasi-Agenten im Westen“ aus dem Jahr 2005 beigegeben.